# Образцовый автор
Образцовый автор (также: имплицитный автор) — концепция, выработанная в рамках нарративной теории и рецептивной эстетики, обозначающая образ автора художественного текста, реконструируемый через стилистические и идеологические свойства произведения. Имплицитный автор противопоставляется автору реальному, эмпирическому, который является внетекстовой инстанцией и потому почти не учитывается современной критикой при анализе искусства.

## Происхождение термина
Фигура «имплицитного автора» близка той связующей категории текста, которую литературовед В.В. Виноградов называл «образом автора». По мысли ученого, образ автора — это та «цементирующая сила, которая связывает все стилевые средства в цельную словесно-художественную систему», этот тот «внутренний стержень, вокруг которого группируется вся стилистическая система произведения». В этих определениях В.В. Виноградов близок рассуждениям Умберто Эко, который приравнивал образцового автора к стилю, к системе художественных средств. Оба теоретика также сходятся во мнении, что образцовый автор — атрибут любого, даже самого низкопробного, нарративного произведения, вербального или визуального.

## «Образцовый автор»: назначение и статус
Концепция образцового автора занимает важное место в теории Умберто Эко о пределах интерпретации. По мысли итальянского ученого, толкование может считаться правомерным лишь в том случае, если оно строго руководствуется структурой произведения, не перевирая и не отбрасывая элементы, которые не встраиваются в интерпретационную схему. Отсюда следует, что образцовый автор — это интенциональная структура, задающая искомый предел толкования и препятствующая интерпретационному произволу; это «инструкция, расписанная по правилам, который мы должны следовать, если хотим вести себя как образцовые читатели».
Немецкий нарратолог Вольф Шмид подчеркивал, что в фигуре имплицитного автора (филолог использовал именно категорию implied author) прослеживается и объективная, и субъективная сторона:  с одной стороны, его «голос» обнаруживается в объективных художественных элементах, с другой, — их считывание зависит от реципиента. Недаром Умберто Эко отмечал, что образцовый читатель отыскивает и приписывает образцовому автору то, что эмпирический автор открыл исключительно благодаря счастливому случаю. Следовательно, образцовый автор порождается и структурой текста, и актом интерпретации читателя. Это образ не только намеренно созданный, но и искусственно сконструированный в сознании реципиента. Таким образом, каждый индивидуальный опыт прочтения рождает своего имплицитного автора.